# Fritz Sauckel
Ernst Friedrich Christoph Sauckel (Hassfurt, 27 de outubro de 1891 – Nuremberg, 16 de outubro de 1946) foi o Plenipotenciário Geral para o Emprego de Trabalhadores do III Reich, um criminoso de guerra nazista julgado e condenado à morte pelo Tribunal de Nuremberg, por organizar o emprego sistemático em trabalho escravo de milhões de homens e meninos dos países da Europa ocupada durante a II Guerra Mundial.
Filho de um carteiro, Sauckel foi educado nas escolas locais da Baixa Francônia, Alemanha, onde nasceu. Deixou os estudos cedo, quando sua mãe adoeceu. Entrou para a Marinha Mercante da Noruega e da Suécia aos quinze anos e conheceu o mundo nesta função. Ele estava a bordo de um navio alemão em direção à Austrália quando a I Guerra Mundial estourou, sendo capturado e internado como prisioneiro na França, junto com a tripulação, até novembro de 1919.
Após a guerra, retornou à Alemanha, conseguiu emprego numa fábrica e estudou engenharia até 1922. No ano seguinte, se filiou ao Partido Nazista, casando-se em 1924 e chegou a ser pai de dez filhos.
Em 1927, Saukel foi nomeado Gauleiter da Turíngia pelo partido e se tornou um membro do governo regional em 1929. Após a tomada do poder pelos nazistas em 1933, foi promovido a Regente do Reich na Turíngia e se tornou membro do Reichstag, recebendo a patente honorária de Obergruppenführer da SS e AS em 1934.
Durante a II Guerra Mundial, foi nomeado Plenipotenciário Geral do Reich para o Emprego de Trabalhadores, indicado por Albert Speer. Neste cargo, trabalhou ligado diretamente a Adolf Hitler, dirigindo e controlando a força de produção alemã. Com a crescente necessidade de mão de obra devido à guerra, Saukel começou a recrutar cidadãos estrangeiros dos países ocupados; mais de 5 milhões de trabalhadores vieram para a Alemanha, apenas 200 mil deles voluntariamente. A maioria dos trabalhadores vinha do leste da Europa, onde os métodos de recrutamento eram extremamente duros.
Preso ao final da guerra, foi um dos réus dos Julgamentos de Nuremberg, onde foi acusado de conspiração para cometer crimes contra a paz, crimes contra a humanidade, planejar e iniciar guerra de agressão e uso de trabalho escravo. Sauckel defendeu-se no tribunal insistindo que seu trabalho “nada tinha a ver com exploração de trabalho escravo, mas sim uma maneira econômica de fornecer trabalhadores para a Alemanha”. Negou que usasse de trabalho escravo ou que seria comum assassinar trabalhadores através de trabalhos forçados ou maltratá-los.
Foi considerado culpado de crimes contra a humanidade e enforcado em 16 de outubro de 1946. Suas últimas palavras foram as seguintes: “Morro como um homem inocente, minha sentença é injusta. Deus proteja a Alemanha”.